# Campeonato Argentino Juvenil 2016
El Campeonato Argentino Juvenil de 2016 fue un torneo para los seleccionados juveniles de las uniones regionales afiliadas a la Unión Argentina de Rugby. Las primeras dos divisiones del torneo, la Zona Campeonato y la Zona Ascenso, se disputaron en la categoría M18 y se llevaron a cabo entre el 12 de marzo y el 16 de abril de 2016. La tercera división del torneo, la Zona Desarrollo (Súper 9), se disputó en la categoría M17 y se llevó a cabo el 11 y 13 de noviembre en Posadas, Provincia de Misiones.
El torneo mantuvo su formato de competición, disputando las primeras dos fechas con encuentros de local y visitante y las últimas tres etapas (tercera fecha, semifinales y finales) se jugaron en modo concentrado, con todos los partidos disputándose en una sede final. La sede elegida durante esta temporada fue San Miguel de Tucumán, en la provincia homónima, como parte de las celebraciones por el Bicentenario de la Independencia de Argentina. Los clubes elegidos fueron Universitario (tercera fecha), Lince Rugby Club (semifinales) y Tucumán Rugby Club (finales). Debido a condiciones climáticas, Universitario no pudo actuar como sede y los partidos de la tercera fecha fueron disputados en las instalaciones de Lince en su lugar.
La Unión de Rugby de Buenos Aires se quedó con el campeonato por tercer año consecutivo al derrotar 23-12 en la final a la Unión  de Rugby de Cuyo en las instalaciones del Tucumán Rugby Club. Las Aguilitas fueron capitaneadas por Joaquín Magliano y contaron con jugadores como Federico Lavanini, Joaquín de la Vega Mendía, Santiago Ruíz, Tomás Cubilla y Facundo Cordero, entre otros.

## Equipos participantes
Participaron de esta edición veinticinco equipos: ocho en la Zona Campeonato, ocho en la Zona Ascenso y nueve en la Zona Desarrollo (Súper 9).
| División                            | Equipo              | Unión                                                |
| ----------------------------------- | ------------------- | ---------------------------------------------------- |
| Zona Campeonato 8 equipos           | Buenos Aires        | Unión de Rugby de Buenos Aires                       |
| Zona Campeonato 8 equipos           | Córdoba             | Unión Cordobesa de Rugby                             |
| Zona Campeonato 8 equipos           | Cuyo                | Unión de Rugby de Cuyo                               |
| Zona Campeonato 8 equipos           | Mar del Plata       | Unión de Rugby de Mar del Plata                      |
| Zona Campeonato 8 equipos           | Rosario             | Unión de Rugby de Rosario                            |
| Zona Campeonato 8 equipos           | Salta               | Unión de Rugby de Salta                              |
| Zona Campeonato 8 equipos           | Santiago del Estero | Unión Santiagueña de Rugby                           |
| Zona Campeonato 8 equipos           | Tucumán             | Unión de Rugby de Tucumán                            |
| Zona Ascenso 8 equipos              | Alto Valle          | Unión de Rugby del Alto Valle de Río Negro y Neuquén |
| Zona Ascenso 8 equipos              | Chubut              | Unión de Rugby del Valle del Chubut                  |
| Zona Ascenso 8 equipos              | Entre Ríos          | Unión Entrerriana de Rugby                           |
| Zona Ascenso 8 equipos              | Nordeste            | Unión de Rugby del Nordeste                          |
| Zona Ascenso 8 equipos              | Oeste               | Unión de Rugby del Oeste de Buenos Aires             |
| Zona Ascenso 8 equipos              | San Juan            | Unión Sanjuanina de Rugby                            |
| Zona Ascenso 8 equipos              | Santa Fe            | Unión Santafesina de Rugby                           |
| Zona Ascenso 8 equipos              | Sur                 | Unión de Rugby del Sur                               |
| Súper 9 (Zona Desarrollo) 9 equipos | Andina              | Unión Andina de Rugby                                |
| Súper 9 (Zona Desarrollo) 9 equipos | Austral             | Unión de Rugby Austral                               |
| Súper 9 (Zona Desarrollo) 9 equipos | Formosa             | Unión de Rugby de Formosa                            |
| Súper 9 (Zona Desarrollo) 9 equipos | Jujuy               | Unión Jujeña de Rugby                                |
| Súper 9 (Zona Desarrollo) 9 equipos | Lagos del Sur       | Unión de Rugby de los Lagos del Sur                  |
| Súper 9 (Zona Desarrollo) 9 equipos | Misiones            | Unión de Rugby de Misiones                           |
| Súper 9 (Zona Desarrollo) 9 equipos | Santa Cruz          | Unión Santacruceña de Rugby                          |
| Súper 9 (Zona Desarrollo) 9 equipos | San Luis            | Unión de Rugby San Luis                              |
| Súper 9 (Zona Desarrollo) 9 equipos | Tierra del Fuego    | Unión de Rugby de Tierra del Fuego                   |

## Zona Campeonato

### Zona 1
| Pos. | Equipos             | Partidos | Partidos | Partidos | Tantos | Tantos | Tantos | Pts. |
| Pos. | Equipos             | G        | E        | P        | PF     | PC     | DP     | Pts. |
| ---- | ------------------- | -------- | -------- | -------- | ------ | ------ | ------ | ---- |
| 1.°  | Buenos Aires        | 3        | 0        | 0        | 116    | 22     | +94    | 14   |
| 2.°  | Cuyo                | 2        | 0        | 1        | 83     | 56     | +27    | 9    |
| 3.°  | Rosario             | 1        | 0        | 2        | 60     | 54     | +6     |      |
| 4.°  | Santiago del Estero | 0        | 0        | 3        | 7      | 134    | -127   | 0    |

|  | Clasifica a Semifinales (1.° al 4.° puesto) |
|  | Clasifica a Semifinales (5.° al 8.° puesto) |

| 12 de marzo | Santiago del Estero | 0 - 48  | Buenos Aires | Santiago Lawn Tennis, Santiago del Estero |                                       |
|             |                     | Reporte |              | Árbitro(s): Patricio Padrón (Tucumán)     | Árbitro(s): Patricio Padrón (Tucumán) |

| 12 de marzo | Cuyo | 22 - 13 | Rosario | Los Tordos RC, Guaymallén            |                                      |
|             |      | Reporte |         | Árbitro(s): Martín Pettina (Córdoba) | Árbitro(s): Martín Pettina (Córdoba) |

| 19 de marzo | Rosario | 32 - 7  | Santiago del Estero |  |  |
|             |         | Reporte |                     |  |  |

| 19 de marzo | Buenos Aires | 43 - 7  | Cuyo | San Isidro Club, San Isidro |  |
|             |              | Reporte |      |                             |  |

| 10 de abril | Buenos Aires | 25 - 15 | Rosario | Lince Rugby Club, Tucumán |  |
|             |              | Reporte |         |                           |  |

| 10 de abril | Cuyo | 54 - 0  | Santiago del Estero | Lince Rugby Club, Tucumán |  |
|             |      | Reporte |                     |                           |  |

### Zona 2
| Pos. | Equipos       | Partidos | Partidos | Partidos | Tantos | Tantos | Tantos | Pts. |
| Pos. | Equipos       | G        | E        | P        | PF     | PC     | DP     | Pts. |
| ---- | ------------- | -------- | -------- | -------- | ------ | ------ | ------ | ---- |
| 1.°  | Tucumán       | 3        | 0        | 0        | 82     | 32     | +50    | 13   |
| 2.°  | Mar del Plata | 2        | 0        | 1        | 78     | 39     | +39    | 10   |
| 3.°  | Córdoba       | 1        | 0        | 2        | 29     | 50     | -21    | 5    |
| 4.°  | Salta         | 0        | 0        | 3        | 11     | 79     | -68    | 0    |

|  | Clasifica a Semifinales (1.° al 4.° puesto) |
|  | Clasifica a Semifinales (5.° al 8.° puesto) |

| 12 de marzo | Salta | 3 - 11  | Córdoba | Gimnasia y Tiro, Salta                      |                                             |
|             |       | Reporte |         | Árbitro(s): Matías Ortíz de Rozas (Tucumán) | Árbitro(s): Matías Ortíz de Rozas (Tucumán) |

| 12 de marzo | Mar del Plata | 17 - 28 | Tucumán | Mar del Plata Club, Mar del Plata         |                                           |
|             |               | Reporte |         | Árbitro(s): Federico Japas (Buenos Aires) | Árbitro(s): Federico Japas (Buenos Aires) |

| 19 de marzo | Tucumán | 39 - 3  | Salta | Tucumán Rugby Club, Tucumán              |                                          |
|             |         | Reporte |       | Árbitro(s): Esteban Filipanics (Córdoba) | Árbitro(s): Esteban Filipanics (Córdoba) |

| 19 de marzo | Córdoba | 6 - 32  | Mar del Plata | Córdoba Rugby Club, Córdoba             |                                         |
|             |         | Reporte |               | Árbitro(s): Juan Manuel Martínez (Cuyo) | Árbitro(s): Juan Manuel Martínez (Cuyo) |

| 10 de abril | Mar del Plata | 29 - 5  | Salta | Lince Rugby Club, Tucumán |  |
|             |               | Reporte |       |                           |  |

| 10 de abril | Tucumán | 15 - 12 | Córdoba | Lince Rugby Club, Tucumán |  |
|             |         | Reporte |         |                           |  |

### Fase final
|  | Semifinales   | Semifinales   | Semifinales |      |              | Final            | Final            | Final            |  |
|  | 13 de abril   | 13 de abril   | 13 de abril |      |              | 16 de abril      | 16 de abril      | 16 de abril      |  |
|  |               |               |             |      |              |                  |                  |                  |  |
|  |               |               |             |      |              |                  |                  |                  |  |
|  | Buenos Aires  | Buenos Aires  | 27          |      |              |                  |                  |                  |  |
|  | Buenos Aires  | Buenos Aires  | 27          |      |              |                  |                  |                  |  |
|  | Mar del Plata | Mar del Plata | 18          |      |              |                  |                  |                  |  |
|  | Mar del Plata | Mar del Plata | 18          |      | Buenos Aires | Buenos Aires     | 23               |                  |  |
|  |               |               |             |      | Buenos Aires | Buenos Aires     | 23               |                  |  |
|  |               |               | Cuyo        | Cuyo | 12           |                  |                  |                  |  |
|  | Tucumán       | Tucumán       | Cuyo        | Cuyo | 12           | 10               |                  |                  |  |
|  | Tucumán       | Tucumán       |             |      |              | 10               |                  |                  |  |
|  | Cuyo          | Cuyo          | 17          |      |              | Final 3.° puesto | Final 3.° puesto | Final 3.° puesto |  |
|  | Cuyo          | Cuyo          | 17          |      |              | Final 3.° puesto | Final 3.° puesto | Final 3.° puesto |  |
|  |               |               |             |      |              |                  |                  |                  |  |
|  |               |               |             |      |              | Mar del Plata    | Mar del Plata    | 27               |  |
|  |               |               |             |      |              | Mar del Plata    | Mar del Plata    | 27               |  |
|  |               |               |             |      |              | Tucumán          | Tucumán          | 19               |  |
|  |               |               |             |      |              | Tucumán          | Tucumán          | 19               |  |
|  |               |               |             |      |              |                  |                  |                  |  |

|  | Semifinales (5.° al 8.° puesto) | Semifinales (5.° al 8.° puesto) | Semifinales (5.° al 8.° puesto) |         |         | Final 5.° puesto    | Final 5.° puesto    | Final 5.° puesto |  |
|  |                                 |                                 |                                 |         |         |                     |                     |                  |  |
|  |                                 |                                 |                                 |         |         |                     |                     |                  |  |
|  | Rosario                         | Rosario                         | 45                              |         |         |                     |                     |                  |  |
|  | Rosario                         | Rosario                         | 45                              |         |         |                     |                     |                  |  |
|  | Salta                           | Salta                           | 10                              |         |         |                     |                     |                  |  |
|  | Salta                           | Salta                           | 10                              |         | Rosario | Rosario             | 19                  |                  |  |
|  |                                 |                                 |                                 |         | Rosario | Rosario             | 19                  |                  |  |
|  |                                 |                                 | Córdoba                         | Córdoba | 43      |                     |                     |                  |  |
|  | Córdoba                         | Córdoba                         | Córdoba                         | Córdoba | 43      | 40                  |                     |                  |  |
|  | Córdoba                         | Córdoba                         |                                 |         |         | 40                  |                     |                  |  |
|  | Santiago del Estero             | Santiago del Estero             | 10                              |         |         | Final Descenso      | Final Descenso      | Final Descenso   |  |
|  | Santiago del Estero             | Santiago del Estero             | 10                              |         |         | Final Descenso      | Final Descenso      | Final Descenso   |  |
|  |                                 |                                 |                                 |         |         |                     |                     |                  |  |
|  |                                 |                                 |                                 |         |         | Salta               | Salta               | 34               |  |
|  |                                 |                                 |                                 |         |         | Salta               | Salta               | 34               |  |
|  |                                 |                                 |                                 |         |         | Santiago del Estero | Santiago del Estero | 0                |  |
|  |                                 |                                 |                                 |         |         | Santiago del Estero | Santiago del Estero | 0                |  |
|  |                                 |                                 |                                 |         |         |                     |                     |                  |  |

Semifinales (1.° al 4.° puesto)
| 13 de abril | Buenos Aires | 27 - 18 | Mar del Plata | Lince Rugby Club, Tucumán                   |                                             |
|             |              | Reporte |               | Árbitro(s): Matías Ortiz de Rosas (Tucumán) | Árbitro(s): Matías Ortiz de Rosas (Tucumán) |

| 13 de abril | Tucumán | 10 - 17 | Cuyo | Lince Rugby Club, Tucumán                       |                                                 |
|             |         | Reporte |      | Árbitro(s): Juan Pablo Federico (Mar del Plata) | Árbitro(s): Juan Pablo Federico (Mar del Plata) |

Semifinales (5.° al 8.° puesto)
| 13 de abril | Rosario | 40 - 10 | Salta | Lince Rugby Club, Tucumán |  |
|             |         | Reporte |       |                           |  |

| 13 de abril | Córdoba | 45 - 10 | Santiago del Estero | Lince Rugby Club, Tucumán |  |
|             |         | Reporte |                     |                           |  |

Final
| 16 de abril | Buenos Aires | 23 - 12 | Cuyo | Tucumán Rugby Club, Tucumán |  |
|             |              | Reporte |      |                             |  |

Final 3.° puesto
| 16 de abril | Mar del Plata | 27 - 19 | Tucumán | Tucumán Rugby Club, Tucumán |  |
|             |               | Reporte |         |                             |  |

Final 5.° puesto
| 16 de abril | Rosario | 19 - 43 | Córdoba | Tucumán Rugby Club, Tucumán |  |
|             |         | Reporte |         |                             |  |

Final Descenso
| 16 de abril | Salta | 34 - 0  | Santiago del Estero | Tucumán Rugby Club, Tucumán |  |
|             |       | Reporte |                     |                             |  |

|                      |
| Buenos Aires Campeón |

## Zona Ascenso

### Zona 3
| Pos. | Equipos  | Partidos | Partidos | Partidos | Tantos | Tantos | Tantos | Pts. |
| Pos. | Equipos  | G        | E        | P        | PF     | PC     | DP     | Pts. |
| ---- | -------- | -------- | -------- | -------- | ------ | ------ | ------ | ---- |
| 1.°  | Santa Fe | 3        | 0        | 0        | 115    | 57     | +58    | 14   |
| 2.°  | Nordeste | 2        | 0        | 1        | 80     | 81     | -1     | 8    |
| 3.°  | Sur      | 1        | 0        | 2        | 75     | 77     | -2     | 5    |
| 4.°  | Oeste    | 0        | 0        | 3        | 52     | 107    | -55    | 0    |

|  | Clasifica a Semifinales (9.° al 12.° puesto)  |
|  | Clasifica a Semifinales (13.° al 16.° puesto) |

| 12 de marzo | Oeste | 19 - 31 | Sur | Club Los Miuras, Junín                        |                                               |
|             |       | Reporte |     | Árbitro(s): Juan Manuel Aleman (Buenos Aires) | Árbitro(s): Juan Manuel Aleman (Buenos Aires) |

| 12 de marzo | Nordeste | 14 - 47 | Santa Fe | Aranduroga RC, Corrientes                |                                          |
|             |          | Reporte |          | Árbitro(s): Esteban Filipanics (Córdoba) | Árbitro(s): Esteban Filipanics (Córdoba) |

| 19 de marzo | Santa Fe | 41 - 19 | Oeste | Santa Fe Rugby Club, Santa Fe             |                                           |
|             |          | Reporte |       | Árbitro(s): Mauricio Escalante (Misiones) | Árbitro(s): Mauricio Escalante (Misiones) |

| 19 de marzo | Sur | 20 - 31 | Nordeste | Sociedad Sportiva, Bahía Blanca |  |
|             |     | Reporte |          |                                 |  |

| 10 de abril | Nordeste | 35 - 14 | Oeste | Lince Rugby Club, Tucumán |  |
|             |          | Reporte |       |                           |  |

| 10 de abril | Sur | 24 - 27 | Santa Fe | Lince Rugby Club, Tucumán |  |
|             |     | Reporte |          |                           |  |

### Zona 4
| Pos. | Equipos    | Partidos | Partidos | Partidos | Tantos | Tantos | Tantos | Pts. |
| Pos. | Equipos    | G        | E        | P        | PF     | PC     | DP     | Pts. |
| ---- | ---------- | -------- | -------- | -------- | ------ | ------ | ------ | ---- |
| 1.°  | San Juan   | 3        | 0        | 0        | 95     | 18     | +77    | 14   |
| 2.°  | Alto Valle | 2        | 0        | 1        | 87     | 34     | +53    |      |
| 3.°  | Entre Ríos | 1        | 0        | 2        | 49     | 62     | -13    |      |
| 4.°  | Chubut     | 0        | 0        | 3        | 19     | 136    | -117   | 0    |

|  | Clasifica a Semifinales (9.° al 12.° puesto)  |
|  | Clasifica a Semifinales (13.° al 16.° puesto) |

| 12 de marzo | Chubut | 12 - 36 | Entre Ríos | Patoruzú Rugby Club, Trelew              |                                          |
|             |        | Reporte |            | Árbitro(s): Sebastián Cárdenas (Austral) | Árbitro(s): Sebastián Cárdenas (Austral) |

| 12 de marzo | San Juan | 19 - 13 | Alto Valle | San Juan Rugby Club, San Juan           |                                         |
|             |          | Reporte |            | Árbitro(s): Juan Manuel Martínez (Cuyo) | Árbitro(s): Juan Manuel Martínez (Cuyo) |

| 19 de marzo | Entre Ríos | 5 - 28  | San Juan | Paraná Rowing Club, Paraná |  |
|             |            | Reporte |          |                            |  |

| 19 de marzo | Alto Valle | 52 - 7  | Chubut | Marabunta Rugby Club, Cipolletti     |                                      |
|             |            | Reporte |        | Árbitro(s): Martín Pettina (Córdoba) | Árbitro(s): Martín Pettina (Córdoba) |

| 10 de abril | Alto Valle | 22 - 8  | Entre Ríos | Lince Rugby Club, Tucumán |  |
|             |            | Reporte |            |                           |  |

| 10 de abril | San Juan | 48 - 0  | Chubut | Lince Rugby Club, Tucumán |  |
|             |          | Reporte |        |                           |  |

### Fase final
|  | Semifinales | Semifinales | Semifinales |          |          | Final Ascenso     | Final Ascenso     | Final Ascenso     |  |
|  | 13 de abril | 13 de abril | 13 de abril |          |          | 16 de abril       | 16 de abril       | 16 de abril       |  |
|  |             |             |             |          |          |                   |                   |                   |  |
|  |             |             |             |          |          |                   |                   |                   |  |
|  | Santa Fe    | Santa Fe    | 29          |          |          |                   |                   |                   |  |
|  | Santa Fe    | Santa Fe    | 29          |          |          |                   |                   |                   |  |
|  | Alto Valle  | Alto Valle  | 7           |          |          |                   |                   |                   |  |
|  | Alto Valle  | Alto Valle  | 7           |          | Santa Fe | Santa Fe          | 45                |                   |  |
|  |             |             |             |          | Santa Fe | Santa Fe          | 45                |                   |  |
|  |             |             | San Juan    | San Juan | 35       |                   |                   |                   |  |
|  | San Juan    | San Juan    | San Juan    | San Juan | 35       | 35                |                   |                   |  |
|  | San Juan    | San Juan    |             |          |          | 35                |                   |                   |  |
|  | Nordeste    | Nordeste    | 3           |          |          | Final 11.° puesto | Final 11.° puesto | Final 11.° puesto |  |
|  | Nordeste    | Nordeste    | 3           |          |          | Final 11.° puesto | Final 11.° puesto | Final 11.° puesto |  |
|  |             |             |             |          |          |                   |                   |                   |  |
|  |             |             |             |          |          | Alto Valle        | Alto Valle        | 37                |  |
|  |             |             |             |          |          | Alto Valle        | Alto Valle        | 37                |  |
|  |             |             |             |          |          | Nordeste          | Nordeste          | 27                |  |
|  |             |             |             |          |          | Nordeste          | Nordeste          | 27                |  |
|  |             |             |             |          |          |                   |                   |                   |  |

|  | Semifinales (13.° al 16.° puesto) | Semifinales (13.° al 16.° puesto) | Semifinales (13.° al 16.° puesto) |       |     | Final 13.° puesto | Final 13.° puesto | Final 13.° puesto |  |
|  |                                   |                                   |                                   |       |     |                   |                   |                   |  |
|  |                                   |                                   |                                   |       |     |                   |                   |                   |  |
|  | Sur                               | Sur                               | 34                                |       |     |                   |                   |                   |  |
|  | Sur                               | Sur                               | 34                                |       |     |                   |                   |                   |  |
|  | Chubut                            | Chubut                            | 23                                |       |     |                   |                   |                   |  |
|  | Chubut                            | Chubut                            | 23                                |       | Sur | Sur               | 17                |                   |  |
|  |                                   |                                   |                                   |       | Sur | Sur               | 17                |                   |  |
|  |                                   |                                   | Oeste                             | Oeste | 17  |                   |                   |                   |  |
|  | Entre Ríos                        | Entre Ríos                        | Oeste                             | Oeste | 17  | 26                |                   |                   |  |
|  | Entre Ríos                        | Entre Ríos                        |                                   |       |     | 26                |                   |                   |  |
|  | Oeste                             | Oeste                             | 28                                |       |     | Final Descenso    | Final Descenso    | Final Descenso    |  |
|  | Oeste                             | Oeste                             | 28                                |       |     | Final Descenso    | Final Descenso    | Final Descenso    |  |
|  |                                   |                                   |                                   |       |     |                   |                   |                   |  |
|  |                                   |                                   |                                   |       |     | Chubut            | Chubut            | 5                 |  |
|  |                                   |                                   |                                   |       |     | Chubut            | Chubut            | 5                 |  |
|  |                                   |                                   |                                   |       |     | Entre Ríos        | Entre Ríos        | 57                |  |
|  |                                   |                                   |                                   |       |     | Entre Ríos        | Entre Ríos        | 57                |  |
|  |                                   |                                   |                                   |       |     |                   |                   |                   |  |

Semifinales (9.° al 12.° puesto)
| 13 de abril | Santa Fe | 29 - 7  | Alto Valle | Lince Rugby Club, Tucumán |  |
|             |          | Reporte |            |                           |  |

| 13 de abril | San Juan | 35 - 3  | Nordeste | Lince Rugby Club, Tucumán |  |
|             |          | Reporte |          |                           |  |

Semifinales (13.° al 16.° puesto)
| 13 de abril | Sur | 34 - 23 | Chubut | Lince Rugby Club, Tucumán |  |
|             |     | Reporte |        |                           |  |

| 13 de abril | Entre Ríos | 26 - 28 | Oeste | Lince Rugby Club, Tucumán |  |
|             |            | Reporte |       |                           |  |

Final Ascenso
| 16 de abril | Santa Fe | 45 - 35 | San Juan | Tucumán Rugby Club, Tucumán |  |
|             |          | Reporte |          |                             |  |

Final 11.° puesto
| 16 de abril | Alto Valle | 37 - 27 | Nordeste | Tucumán Rugby Club, Tucumán |  |
|             |            | Reporte |          |                             |  |

Final 13.° puesto
| 16 de abril                                                        | Sur | 17 - 17 | Oeste | Tucumán Rugby Club, Tucumán |  |
|                                                                    |     | Reporte |       |                             |  |
| Oeste ganó por haber marcado más tries durante el partido (3 a 2). |     |         |       |                             |  |

Final Descenso
| 16 de abril | Chubut | 5 - 57  | Entre Ríos | Tucumán Rugby Club, Tucumán |  |
|             |        | Reporte |            |                             |  |

| Bandera de la Provincia de Santa Fe |
| Santa Fe Campeón Zona Ascenso       |

## Zona Desarrollo (Súper 9)
El torneo Súper 9 se llevó a cabo en Posadas, Provincia de Misiones, el 11 y 13 de noviembre en las instalaciones de CAPRI. La Unión de Rugby Austral se quedó con la Copa de Oro y consiguió el ascenso a la Zona Ascenso 2017.
| 1.° | Austral          | 4 | 0 | 0 | 145 | 10  | +135 |
| 2.° | Andina           | 2 | 1 | 1 | 54  | 54  | +0   |
| 3.° | Misiones         | 1 | 1 | 2 | 57  | 53  | +4   |
| 4.° | Formosa          | 3 | 0 | 1 | 71  | 57  | +14  |
| 5.° | Tierra del Fuego | 2 | 0 | 2 | 43  | 56  | -13  |
| 6.° | San Luis         | 1 | 0 | 3 | 30  | 64  | -34  |
| 7.° | Lagos del Sur    | 3 | 0 | 1 | 91  | 40  | +51  |
| 8.° | Jujuy            | 1 | 0 | 3 | 73  | 73  | +0   |
| 9.° | Santa Cruz       | 0 | 0 | 4 | 5   | 162 | -157 |

|  | Campeón Copa de Oro y asciende a Zona Ascenso 2017. |
|  | Campeón Copa de Plata.                              |
|  | Campeón Copa de Bronce.                             |

|                                 |
| Austral Campeón Súper 9 Juvenil |
| Primer título                   |